# Sport collectif
 (décembre 2023).
La mise en forme du texte ne suit pas les recommandations de Wikipédia : il faut le « wikifier ».
Les points d'amélioration suivants sont les cas les plus fréquents. Le détail des points à revoir est peut-être précisé sur la page de discussion.
- Les titres sont pré-formatés par le logiciel. Ils ne sont ni en capitales, ni en gras.
- Le texte ne doit pas être écrit en capitales (les noms de famille non plus), ni en gras, ni en italique, ni en « petit »…
- Le gras n'est utilisé que pour surligner le titre de l'article dans l'introduction, une seule fois.
- L'italique est rarement utilisé : mots en langue étrangère, titres d'œuvres, noms de bateaux, etc.
- Les citations ne sont pas en italique mais en corps de texte normal. Elles sont entourées par des guillemets français : « et ».
- Les listes à puces sont à éviter, des paragraphes rédigés étant largement préférés. Les tableaux sont à réserver à la présentation de données structurées (résultats, etc.).
- Les appels de note de bas de page (petits chiffres en exposant, introduits par l'outil «  Source ») sont à placer entre la fin de phrase et le point final[comme ça].
- Les liens internes (vers d'autres articles de Wikipédia) sont à choisir avec parcimonie. Créez des liens vers des articles approfondissant le sujet. Les termes génériques sans rapport avec le sujet sont à éviter, ainsi que les répétitions de liens vers un même terme.
- Les liens externes sont à placer uniquement dans une section « Liens externes », à la fin de l'article. Ces liens sont à choisir avec parcimonie suivant les règles définies. Si un lien sert de source à l'article, son insertion dans le texte est à faire par les notes de bas de page.
- La présentation des références doit suivre les conventions bibliographiques. Il est recommandé d'utiliser les modèles {{Ouvrage}}, {{Chapitre}}, {{Article}}, {{Lien web}} et/ou {{Bibliographie}}. Le mode d'édition visuel peut mettre en forme automatiquement les références.
- Insérer une infobox (cadre d'informations à droite) n'est pas obligatoire pour parachever la mise en page.

Pour une aide détaillée, merci de consulter Aide:Wikification.
Si vous pensez que ces points ont été résolus, vous pouvez retirer ce bandeau et améliorer la mise en forme d'un autre article.
 (décembre 2023).

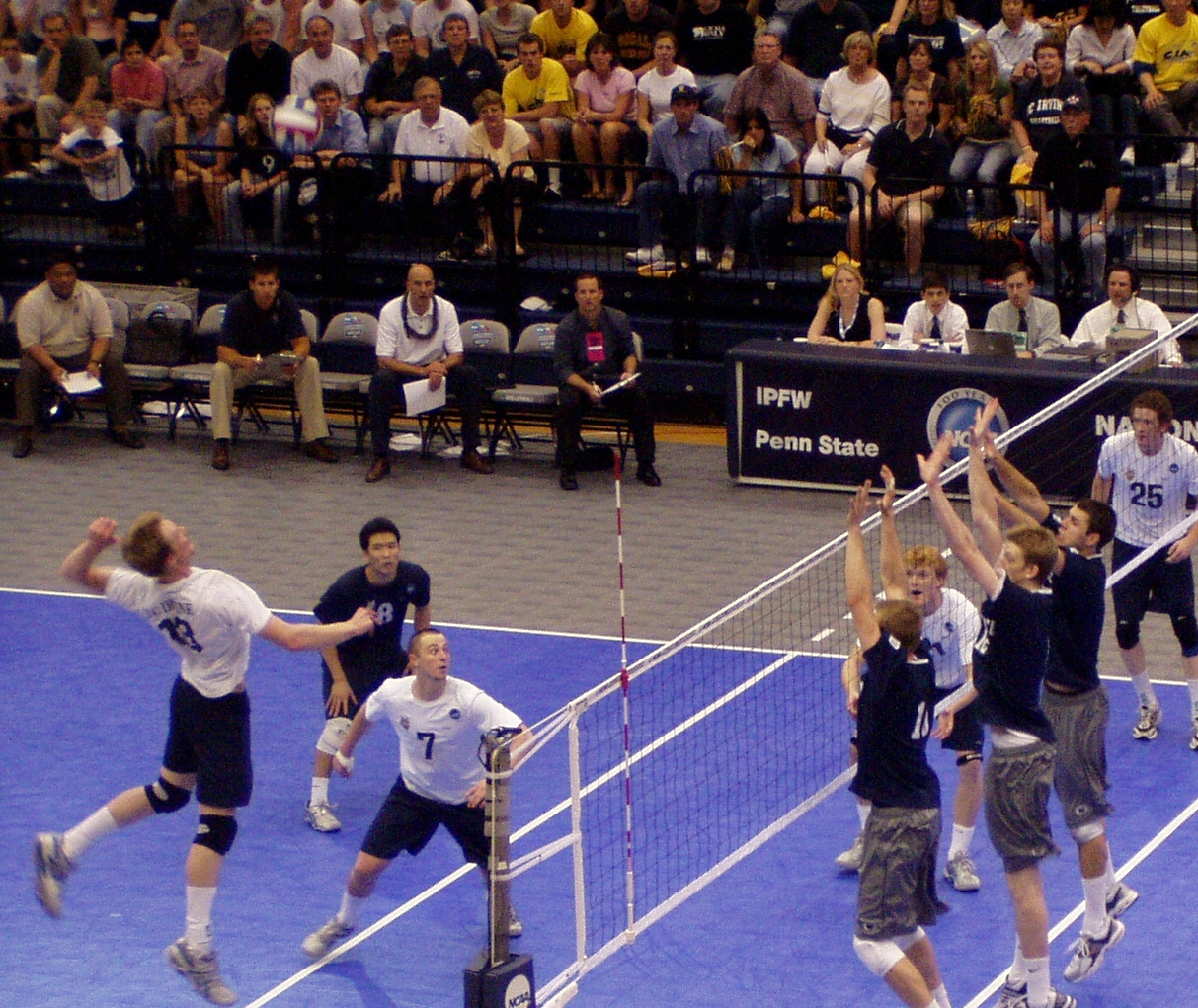
Match de volley-ball

Un sport collectif est un sport qui oppose des équipes entre elles, par opposition à un sport individuel.

## Sport collectif et sport d'équipe
Un sport collectif se distingue d'un sport d'équipe. Certains sports individuels, le cyclisme notamment, sont souvent des sports d'équipe, mais pas des sports collectifs. Par définition, un sport collectif n'attribue pas de titre individuel, mais seulement des titres collectifs. Il existe quelques rares exceptions. Ainsi l'aviron est un sport individuel en skiff et un sport collectif (et pas seulement un « sport d'équipe ») pour les autres séries, ou les Bowls.
Les sports collectifs sont un type d’activités physiques et sociales composés de deux équipes qui s’affrontent pour parvenir à la victoire (Éloi et Ulrich, pages 109 à 125, 2001). Ces sports ont des règles strictes (Éloi et Ulrich, pages 109 à 125, 2001). Les sports collectifs se distinguent par des objectifs et équipements variés. Ils permettent de faire travailler différentes parties du corps.
Pour l’instant, l’instrument le plus précis pour différencier les bons joueurs des mauvais joueurs est l’œil des experts (Gréhaigne, Caty et Wallian, 2004).
Le rugby est l'un des sports collectifs où les joueurs jouissent d’une grande liberté d’action avec le ballon. Le volleyball est, quant à lui, beaucoup plus strict et les actions avec le ballon sont limitées (Éloi et Ulrich, pages 109 à 125, 2001).
Les sports de ballon ainsi que de nombreux jeux traditionnels sont des activités sportives collectives, à l'exception de la gymnastique rythmique qui utilise, elle aussi, un ballon mais se pratique individuellement.
Des recherches montrent que les sports collectifs procurent des bienfaits à la fois physiques et psychologiques. En particulier, une étude du doctorant en psychologie Charles-Étienne White-Gosselin démontre que le fait de pratiquer un sport collectif à un jeune âge diminue les chances de dépression, d'anxiété et de retrait social, et permet de développer un lien d'appartenance.

## Histoire
Le sprint en tant que sport d'équipe existe depuis plusieurs milliers d'années, comme en témoignent les images dans la grotte de Lascaux en France, qui représentent des personnes courant après des animaux ou vice versa ; il s'agissait d'une question de survie du plus rapide.

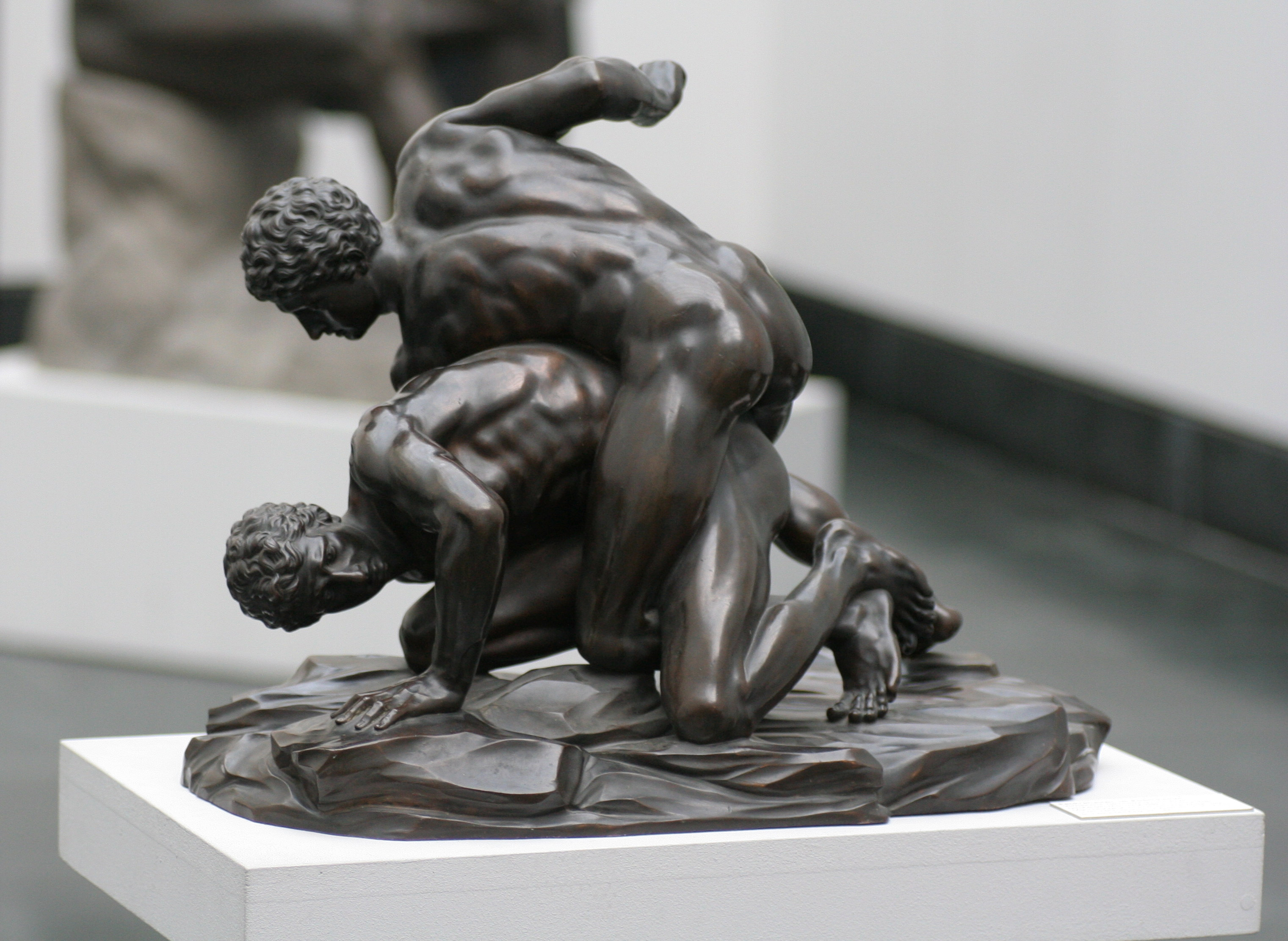
Lutteurs grecs anciens.

Dans la province de Bayankhongor, en Mongolie, des peintures rupestres du néolithique datant de 7000 av. J.-C. représentent un match de lutte entouré d'une foule. Des peintures rupestres préhistoriques au Japon montrent un sport similaire au sumo, un sport de lutte japonais. À Wadi Sura, près de Gilf al-Kabir, dans le désert libyque, en Égypte, une peinture rupestre du néolithique dans la grotte des Nageurs montre des preuves de natation et de tir à l'arc peintes vers 6000 av. J.-C.

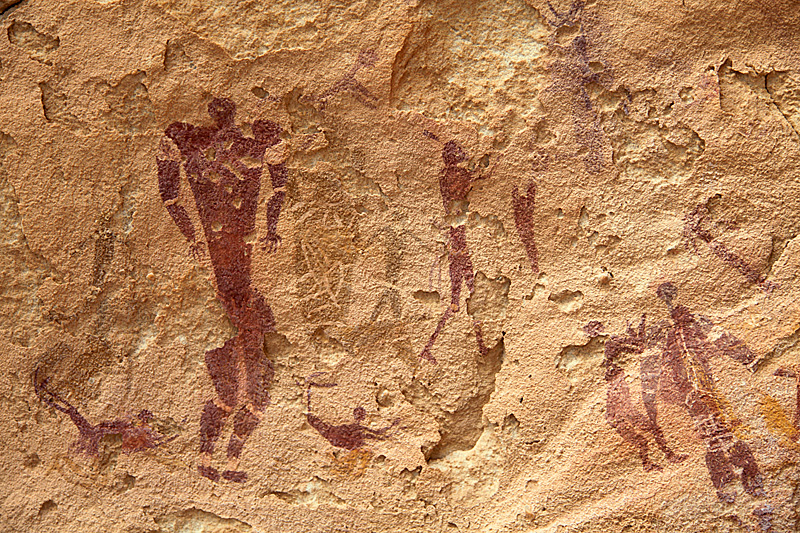
Peintures rupestres d'humains dans la grotte des nageurs.

Les Jeux olympiques antiques remontent à 776 av. J.-C., avec une activité continue enregistrée jusqu'en 393 av. J.-C. Ils mettaient à l'épreuve les compétences guerrières et comprenaient la course, le saut en longueur, la boxe, la lutte, le pancrace (sport de combat), le lancer du disque et le lancer du javelot. La course de vitesse était l'événement le plus convoité : le 200 mètres est connu en grec sous le nom de « courte course à pied », le 400 mètres équivalait à deux stades (soit 1 200 pieds) et s'appelle diaulos en grec.
Le terme « athlète », selon la mythologie, dérive du nom d'Aethlius ou Éthlios, le premier roi d'Élis, capitale de l’Élide en Grèce selon la mythologie grecque. La pratique des jeunes athlètes portant des torches enflammées est également attribuée à Éthlios, sous la supervision duquel les jeux avaient lieu ; certains historiens la considèrent comme la première course de vitesse, ou sprint, olympique. Le vainqueur était récompensé d'une couronne d'olivier ou de laurier. Les années suivantes, elle a été remplacée par des prix en argent.
Au Moyen Âge, les sports pratiqués étaient la lutte, la natation, le tir à l’arc, la chasse, les tournois et l’athlétisme.
À partir du début du XIXe siècle, un large mouvement pour encourager l’exercice physique s’est développé en Allemagne, en France, en Suède et en Suisse. Les premiers championnats nationaux anglais ont eu lieu en 1866 avec des courses, des sauts et des lancers. Dès les premiers Jeux olympiques modernes en 1896, à Athènes, l’athlétisme a occupé une place importante. Sa pratique a changé au fil du temps. La piste a d’abord été délimitée en couloir par des haies très basses, puis par des cordes, puis par des lignes de 5 cm tracées sur la piste. Finalement, la ligne d’arrivée a été matérialisée par deux fils. Le premier départ, qui s’est fait accroupi, a été effectué en 1870 en mettant un genou et une main au sol,.

## Liste des principaux sports collectifs

### Sports olympiques
- Handball
- Hockey sur gazon
- Hockey sur glace
- Rugby à VII
- Volley-ball
- Water-polo
- Baseball (2020)
- Softball (2020)
- Football
- Natation synchronisée
- Basketball
- Natation

### Sports non olympiques
- Balle à la main
- Balle aux prisonniers
- Balle au tamis
- Balle pelote
- Ballon au poing
- Bandy
- Baseball
- Beach handball
- Beach soccer
- Cricket
- Esport
- Fistball
- Floorball
- Football américain
- Football australien
- Football en salle
- Football gaélique
- Hockey cosom
- Hockey subaquatique
- Horse-ball
- Kayak-polo
- Kin-ball
- Korfball
- Netball
- Pesäpallo
- Polo
- Poull-Ball
- Rafroball
- Ringuette
- Rink hockey
- Roller in line hockey (RILH)
- Roller Derby
- Patinage synchronisé (Roller artistique en groupe)
- Rugby à XIII
- Rugby à XV
- Sepak takraw
- Smolball
- Snow Volleyball
- Speed Corner
- Softball
- Tchoukball
- Ultimate Frisbee
- Water Volleyball

## Championnats du monde des principaux sports collectifs
| Sport               | Dernière édition | Champion en titre         | Vice-champion en titre | Prochaine édition |
| Bandy H             | 2018             | Russie                    | Suède                  | 2019              |
| Bandy F             | 2018             | Suède                     | Russie                 | 2020              |
| Baseball H          | 2017             | États-Unis                | Porto Rico             | 2021              |
| Baseball F          | 2018             | Japon                     | Taïwan                 | 2020              |
| Basket-ball H       | 2023             | Espagne                   | Argentine              | 2019              |
| Basket-ball F       | 2018             | États-Unis                | Espagne                | 2022              |
| Beach handball H    | 2016             | Croatie                   | Brésil                 | 2018              |
| Beach handball F    | 2016             | Espagne                   | Brésil                 | 2018              |
| Beach soccer        | 2017             | Brésil                    | Tahiti                 | 2019              |
| Cricket H           | 2015             | Australie                 | Nouvelle-Zélande       | 2019              |
| Cricket F           | 2013             | Australie                 | Indes occidentales     | 2017              |
| Fistball H          | 2015             | Allemagne                 | Suisse                 | 2019              |
| Fistball F          | 2014             | Allemagne                 | Autriche               | 2018              |
| Football H          | 2022             | Argentine                 | France                 | 2026              |
| Football F          | 2023             | Espagne                   | Angleterre             | 2027              |
| Football américain  | 2015             | États-Unis                | Japon                  | 2019              |
| Football australien | 2014             | Papouasie-Nouvelle-Guinée | Irlande                | 2017              |
| Futsal              | 2016             | Argentine                 | Russie                 | 2020              |
| Handball H          | 2023             | Danemark                  | France                 | 2025              |
| Handball F          | 2023             | France                    | Norvège                | 2025              |
| Hockey s/gazon H    | 2018             | Belgique                  | Pays-Bas               | 2022              |
| Hockey s/gazon F    | 2018             | Pays-Bas                  | Irlande                | 2022              |
| Hockey s/glace H    | 2018             | Suède                     | Suisse                 | 2019              |
| Hockey s/glace F    | 2019             | États-Unis                | Finlande               | 2020              |
| Kayak-Polo H        | 2016             | Italie                    | France                 | 2018              |
| Kayak-Polo F        | 2016             | Nouvelle-Zélande          | Allemagne              | 2016              |
| Kin-ball H          | 2015             | Japon                     | France                 | 2017              |
| Kin-ball F          | 2015             | Canada                    | Japon                  | 2017              |
| Korfbal             | 2015             | Pays-Bas                  | Belgique               | 2019              |
| Netball             | 2015             | Australie                 | Nouvelle-Zélande       | 2019              |
| Polo                | 2015             | Chili                     | États-Unis             | 2019              |
| Ringuette           | 2016             | Finlande                  | Canada                 | 2019              |
| Rink hockey H       | 2015             | Argentine                 | Espagne                | 2017              |
| Rink hockey F       | 2016             | Espagne                   | Portugal               | 2018              |
| Roller derby        | 2014             | États-Unis                | Angleterre             | 2017              |
| RILH H              | 2018             | République tchèque        | France                 | 2019              |
| RILH F              | 2018             | États-Unis                | République tchèque     | 2019              |
| Rugby à sept H      | 2022             | Fidji                     | Nouvelle Zélande       | 2026              |
| Rugby à sept F      | 2013             | Nouvelle-Zélande          | Canada                 | 2018              |
| Rugby à XIII        | 2013             | Australie                 | Nouvelle-Zélande       | 2017              |
| Rugby à XV H        | 2015             | Nouvelle-Zélande          | Australie              | 2019              |
| Rugby à XV F        | 2014             | Angleterre                | Canada                 | 2018              |
| Softball H          | 2015             | Canada                    | Nouvelle-Zélande       | 2017              |
| Softball F          | 2016             | États-Unis                | Japon                  | 2018              |
| Tchoukball H        | 2019             | Taïwan                    | Italie                 | 2023              |
| Tchoukball F        | 2019             | Taïwan                    | Italie                 | 2023              |
| Volley-ball H       | 2014             | Pologne                   | Brésil                 | 2018              |
| Volley-ball F       | 2014             | États-Unis                | Chine                  | 2018              |
| Water polo H        | 2017             | Croatie                   | Hongrie                | 2019              |
| Water polo F        | 2017             | États-Unis                | Espagne                | 2019              |